# Белмонт Естејтс (Вирџинија)
Белмонт Естејтс (енгл. Belmont Estates) насељено је место без административног статуса у америчкој савезној држави Вирџинија.

## Демографија
По попису из 2010. године број становника је 1.263.
| Група             | 2000.    | 2010.         |
| Белци             | 0 (0,0%) | 1.210 (95,8%) |
| Афроамериканци    | 0 (0,0%) | 10 (0,8%)     |
| Азијати           | 0 (0,0%) | 6 (0,5%)      |
| Хиспаноамериканци | 0 (0,0%) | 29 (2,3%)     |
| Укупно            | 0        | 1.263         |